# Telekom Slovenije
Telekom Slovenije est une entreprise slovène de télécommunications et faisant partie de l'indice S&P/IFCG Extended Frontier 150, représentant la performance de 150 des principales capitalisations boursières des marchés frontières.